# Millux
Millux – obszar niemunicypalny w Kern County, w Kalifornii (Stany Zjednoczone), na wysokości 89 m.